# ビッケブランカ
ビッケブランカ（Vicke Blanka、1987年11月30日 - ）は、日本のシンガーソングライター、俳優、モデル。本名は山池 純矢（やまいけ じゅんや）。愛知県西春日井郡豊山町出身。所属レーベルはavex trax。公式ファンクラブは「French Link」。愛称および略称は「ビッケ」。学習院大学文学部中退。

## 来歴
- 小学校低学年の時、実家にあったピアノを弾き始める。ピアノは妹のために両親が購入した。
- 小学校高学年の時、作曲を始める。
- ピアノを習っていなかったため楽譜が読めず、弾くには作曲するしかなかった[4]。
- 初めて作った曲の名前は「壁」。
- 中学、高校は友人からギターを借りて、ロック要素のある曲作りを始める。

2012年
- 7月、韓国で開催された世界音楽コンベンション「MU:CON SEOUL 2012」に招聘。
- 10月、FM802主催「MINAMI WHEEL 2012」に出演。楽曲投票企画で、同時期に公開された「Wake up sweetheart」が約300曲中の第1位を獲得。

2014年
- 7月、配信シングル『追うBOY』をリリース。
- 10月15日、1stミニアルバム『ツベルクリン』をリリース。M2の「秋の香り」がFM802、10月度ヘビーローテーションに選出。

　　同日、未発表曲集『TUBERCULIN: Ghost』をSoundcloudに限定公開。
- 11月、東名阪ワンマンツアー「TUBERCULIN Tour 2014」を開催。満員の名古屋CLUB QUATTROでファイナルを飾る。

2015年
- 8月5日、2ndミニアルバム『GOOD LUCK』をリリース。M3の「ファビュラス」がZIP-FMの『Z-POP COUNTDOWN 30』で2週連続1位を獲得。また、@FMの@FM COUNTDOWN 100でも1位を獲得する。
- 12月31日、NAGASHIMA COUNTDOWN ＆ NEW YEAR'S PARTY 2016に出演。

2016年
- 8月4日、メタボリック社のグリーンスムージー「en Natural」のCMソングである「Natural Woman」をリリース。前日にはavex traxへの移籍も発表される。
- 10月26日、メジャー移籍後初のミニアルバムとなる『Slave of Love』をリリース。リード曲である「Slave of Love」が「Google Play Music 音楽のある生活・ウェルカム篇」のCMソングに起用される。

2018年
- 4月17日、テレビ東京系列アニメ『ブラッククローバー』のオープニングテーマの為に「Black Rover」を書き下ろした。
- 8月4日に公開された、日本のアニメ制作会社のコミックス・ウェーブ・フィルムと、中国のアニメ制作会社である絵梦（ハオライナーズ）による日中合同アニメ映画『詩季織々』の主題歌に「WALK」が採用される。
- 10月2日から放送されたテレビアニメ『DOUBLE DECKER! ダグ&キリル』のエンディングテーマに「Buntline Special」が採用された。
- 10月テレビドラマ『獣になれない私たち』の挿入歌に「まっしろ」が採用された。
- 11月21日2ndフルアルバム『Wizard』をリリース。

2019年
- 4月6日にテレビアニメ『フルーツバスケット』のエンディングテーマに「Lucky Ending」が採用される。
- さらに6月から音楽ストリーミング配信アプリSpotifyのCMソングに「Ca Va?」が採用された。なおこのCMの「飛行機」編では、ビッケブランカ本人がカメオ出演している。
- 9月25日に、昨年配信リリースした「まっしろ」の中国語歌唱バージョンである「最後一公里～まっしろ～」を配信限定リリースした。

2020年
- 1月8日、テレビアニメ『ブラッククローバー』のオープニングテーマの為に書き下ろした楽曲「Black Catcher」を配信リリース。
- 3月4日、メジャー3rdフルアルバム『Devil』をリリース。
- 4月3日、テレビドラマ『ピーナッツバターサンドウィッチ』のオープニングテーマに「Shekebon!」が採用された。

2021年
- 9月1日、4thアルバム『FATE』をリリース。

2022年
- 8月22日、配信EP3rdアルバム『United』をリリース。

2022年
- 4月、FM802のプロジェクトユニットThe Yogurts（ザ・ヨーグルツ）に6名の内の1人のシンガーとして参加。

## 音楽性
ハイトーンボイスとピアノを基軸に据えたアレンジが特徴。影響を受けたアーティストにSMAP、マイケル・ジャクソン、エルトン・ジョン、ビリー・ジョエル、ミーカを挙げている。
作詞については『過去に自分が経験した「点」のような出来事を、脚本家の視点でより大げさに創作し「円」にする』手法をとっているため、最終的に書きあがった歌詞が自分の経験とはかけ離れていることが多いと語っている。
ミュージックビデオではダンスするシーンが見られるが、本人にそのつもりはなく「自己流です、完全に。”ノ”っているだけですね」と語っている。

## ディスコグラフィー

### インディーズ

#### ミニアルバム
|     | 発売日         | タイトル     | 規格品番  |
| --- | -------------- | ------------ | --------- |
| 1st | 2014年10月15日 | ツベルクリン | NBDL-0024 |
| 2nd | 2015年8月5日   | GOOD LUCK    | NBDL-0029 |

#### 配信シングル
|     | 発売日        | タイトル |
| --- | ------------- | -------- |
| 1st | 2014年7月16日 | 追うBOY  |

### メジャー移籍後

#### アルバム
|     | 発売日         | タイトル | 規格品番                                                        |
| --- | -------------- | -------- | --------------------------------------------------------------- |
| 1st | 2017年7月5日   | FEARLESS | AVCD-93697/B (CD+DVD) AVCD-93698 (CD)                           |
| 2nd | 2018年11月21日 | wizard   | AVCD-96010/B (CD+DVD) AVCD-96010 (CD)                           |
| 3rd | 2020年3月4日   | Devil    | AVCD-96457/B (CD+DVD) AVCD-96458/B(CD+Blu-ray) AVCD-96459 (CD)  |
| 4th | 2021年9月1日   | FATE     | AVCD-96773/B (CD+DVD) AVCD-96772/B (CD+Blu-ray) AVCD-96774 (CD) |

#### ベストアルバム
|     | 発売日        | タイトル     | 規格品番 |
| --- | ------------- | ------------ | -------- |
| 1st | 2022年3月23日 | SUPERVILLAIN |          |

#### ミニアルバム
|     | 発売日         | タイトル      | 規格品番                                   |
| --- | -------------- | ------------- | ------------------------------------------ |
| 1st | 2016年10月26日 | Slave of Love | AVCD-93490                                 |
| 2nd | 2022年8月24日  | United        | AVCD-63336/7/B AVCD-63338/9/B AVCD-63340/1 |
| EP  | 2023年10月25日 | Worldfly      | AVCD-63506/8/B AVCD-63509/11 AVCD-63512    |

#### 配信シングル
|      | 発売日         | タイトル                                           |
| ---- | -------------- | -------------------------------------------------- |
| 1st  | 2016年8月1日   | Natural Woman                                      |
| 2nd  | 2017年4月11日  | Take me Take out                                   |
| 3rd  | 2018年10月17日 | まっしろ                                           |
| 4th  | 2019年4月10日  | Lucky Ending                                       |
| 5th  | 2019年9月25日  | 最後一公里～まっしろ～(まっしろの中国語バージョン) |
| 6th  | 2019年12月4日  | 白熊                                               |
| 7th  | 2020年1月8日   | Black Catcher                                      |
| 8th  | 2020年2月14日  | Shekebon!                                          |
| 9th  | 2020年7月6日   | Little Summer / ビッケブランカ & 松本大            |
| 10th | 2020年9月16日  | ミラージュ (authentic ver.)                        |
| 11th | 2021年10月22日 | 北斗七星                                           |
| 12th | 2022年4月13日  | Changes                                            |
| 13th | 2022年6月3日   | Treasure                                           |
| 14th | 2022年7月20日  | This Kiss                                          |
| 15th | 2023年3月29日  | 革命                                               |
| 16th | 2023年8月30日  | Snake                                              |
| 17th | 2023年10月4日  | Bitter                                             |

#### 配信EP
|     | 発売日        | タイトル  | 収録アルバム |
| --- | ------------- | --------- | ------------ |
| 1st | 2021年7月12日 | HEY       | FATE         |
| 2nd | 2021年8月2日  | BYE       | FATE         |
| 3rd | 2022年8月22日 | Changes   | United       |
| 3rd | 2022年8月22日 | This Kiss | United       |

#### シングル
|     | 発売日        | タイトル     | 規格品番                              |
| --- | ------------- | ------------ | ------------------------------------- |
| 1st | 2018年4月18日 | ウララ       | AVCD-94050/B (CD+DVD) AVCD-94051 (CD) |
| 2nd | 2018年8月8日  | 夏の夢/WALK  | AVCD-94135 (CD+GOODS) AVCD-94136 (CD) |
| 3rd | 2019年6月12日 | Ca Va?       | AVCD-94433 (CD+DVD) AVCD-94433 (CD)   |
| 4th | 2020年8月19日 | ミラージュ   | AVCD-94851                            |
| 5th | 2021年3月17日 | ポニーテイル |                                       |

#### コラボシングル
|     | 発売日         | タイトル         | 規格 | 規格品番 | 備考                         |
| --- | -------------- | ---------------- | ---- | -------- | ---------------------------- |
| 1st | 2020年10月28日 | 化かしHOUR NIGHT | CD   |          | 岡崎体育とのコラボシングル。 |

### 楽曲提供・参加作品
| 発売日         | タイトル                                                       | 収録曲                                   | 備考                                                               |
| -------------- | -------------------------------------------------------------- | ---------------------------------------- | ------------------------------------------------------------------ |
| 2017年10月25日 | Thank You Disney                                               | レット・イット・ゴー                     | ディズニートリビュートアルバム。映画『アナと雪の女王』主題歌カバー |
| 2018年4月20日  | YODAKEE『Bachelor』                                            | Bachelor feat.ビッケブランカ             | 配信限定シングル                                                   |
| 2018年11月7日  | edda『からくり時計とタングの街』                               | merry                                    | 作詞：edda、作曲：ビッケブランカ                                   |
| 2019年12月18日 | 私立恵比寿中学『playlist』                                     | ちがうの                                 | 作詞・作曲：ビッケブランカ、編曲：横山裕章/ビッケブランカ          |
| 2020年9月30日  | Hey! Say! JUMP『Your Song』                                    | BOW WOW SONG                             | 作詞・作曲・編曲：ビッケブランカ                                   |
| 2021年5月28日  | ジョシュ・カンビー『Sound Of Your Name (with ビッケブランカ)』 | Sound Of Your Name (with ビッケブランカ) | 配信限定シングル                                                   |
| 2021年11月11日 | SPEED 25th Anniversary TRIBUTE ALBUM “SPEED SPIRITS”           | White Love                               | SPEEDのトリビュートアルバム                                        |
| 2024年12月18日 | Salyu 20th Anniversary Tribute Album "grafting"                | Dialogue（ダイアローグ）                 | Salyuのトリビュートアルバム                                        |

## 出演

### ラジオ
- FM ROCK KIDS（FM北海道、2016年10月2日 ‐ 12月25日、毎週日曜日0時 ‐ 1時（土曜日深夜））
- VOOM VOOM ROOM（ZIP-FM、2018年4月6日 - 9月28日[8][9]、毎週金曜日1時 ‐ 1時30分（木曜日深夜）[10]）
- MUSIC FREAKS（FM802、2019年10月13日 ‐ 2020年9月27日、隔週日曜日22時 ‐ 24時）
- ビッケブランカと岡崎体育のオールナイトニッポン0(ZERO)（ニッポン放送、2020年11月15日、3時 - 5時（11月14日深夜））[11]
- SONAR MUSIC：SONAR'S ROOM（J-WAVE、2021年7月7日 - 9月29日、23時20分 - 23時35分） - 水曜日レギュラー[12]

### テレビドラマ
- ドラマ10 群青領域 第5話（2021年11月19日、NHK総合） - ビッケブランカ（本人役） 役[13]
- 月9 ミステリと言う勿れ 第11話（2022年3月21日、フジテレビ系） - 黒服 役[14]
- 土ドラ 個人差あります (2022年8月6日-、東海テレビ・フジテレビ系) - チェルキー 役[15]
- 家電侍スペシャル ストップ!忠臣蔵（2023年1月4日、BS松竹東急） - ヤクザ者 役[16][17]
- 科捜研の女 season24 第9話（2024年9月4日、テレビ朝日系） - 警備員・虹野守 役[18]

## タイアップ一覧
| 楽曲             | タイアップ                                                                                            | 収録アルバム            | 出典   |
| ---------------- | --- | ----------------------- | ------ |
| Natural Woman    | メタボリック社グリーンスムージー『en Natural』CMソング（2016年 - ）                                   | Slave of Love           | [ 19 ] |
| Slave of Love    | 『Google Play Music 音楽のある生活・ウェルカム篇』CMソング（2016年 - ）                               | Slave of Love FEARLESS  | [ 20 ] |
| Black Rover      | テレビ東京系列アニメ『ブラッククローバー』第3クールオープニングテーマ（2018年4月 - 5月）              | wizard                  | [ 21 ] |
| WALK             | アニメーション映画『詩季織々』（2018年8月4日 - ）                                                     | wizard                  | [ 22 ] |
| Buntline Special | テレビアニメ『DOUBLE DECKER! ダグ&キリル』エンディングテーマ（2018年10月 - ）                         | wizard                  | [ 23 ] |
| まっしろ         | テレビドラマ『獣になれない私たち』挿入歌（2018年10月 - ）                                             | wizard                  | [ 24 ] |
| Lucky Ending     | テレビ東京系列テレビアニメ『フルーツバスケット』エンディングテーマ（2019年4月6日 - ）                 | Devil                   | [ 25 ] |
| Ca va?           | 『Spotify』CMソング（2019年6月 - ）                                                                   | Devil                   | [ 26 ] |
| Black Catcher    | テレビ東京系列アニメ『ブラッククローバー』第10クールオープニングテーマ（2020年1月 - ）                | Devil                   | [ 27 ] |
| Shekebon!        | テレビドラマ『ピーナッツバターサンドウィッチ』オープニング主題歌（2020年4月 - ）                      | Devil                   | [ 28 ] |
| ミラージュ       | 関西テレビ・フジテレビ系連続テレビドラマ『竜の道 二つの顔の復讐者』オープニング主題歌（2020年7月 - ） | FATE                    | [ 29 ] |
| Want You Back    | 配信イベント「勇者ああああHP1 第1回たぶん見てらんない企画墓場」テーマソング（2021年 - ）              | FEARLESS                | [ 30 ] |
| Take me Take out | VRサービス 池袋ミラーワールドの「2021夏のテーマソング」（2021年 - ）                                  | FEARLESS                | [ 31 ] |
| 北斗七星         | NHK系連続テレビドラマ『群青領域』主題歌（2021年 - ）                                                  | BEST ALBUM SUPERVILLAIN | [ 32 ] |
| Treasure         | BS松竹東急連続テレビドラマ『家電侍』主題歌（2022年 - ）                                               | United                  | [ 33 ] |
| This Kiss        | BS-TBSドラマ『あなたはだんだん欲しくなる』主題歌（2022年8月22日配信）                                 | United                  | [ 34 ] |
| Changes          | 映画「シャイニー・シュリンプス!世界に羽ばたけ」エンディングテーマ（2022年8月22日配信）                | United                  | [ 35 ] |
| 魔法のアト       | 東海テレビ・フジテレビ系列テレビドラマ『個人差あります』挿入歌（2022年8月6日 - ）                     | United                  | [ 36 ] |
| 白夜             | テレビ朝日系列テレビドラマ『科捜研の女 season24』主題歌（2024年 - ）                                  |                         | [ 37 ] |

## パソコン環境
元よりPCを自作しており、楽曲製作も自身のPCで行っている。2020年1月よりASUS JAPAN株式会社とコラボレーション・タイアップをし「Boost MY PC」企画を実施。自身のPCをASUS JAPAN株式会社及び同社社員の市川彰吾によってパワーアップ・カスタムが実施されている。企画以外でも同社市川によるパワーアップが実施されている模様。